# Comté de Clay (Minnesota)
Pour les articles homonymes, voir Comté de Clay.
Le comté de Clay est situé dans l’État du Minnesota, aux États-Unis. Il comptait 65 318 habitants en 2020. Son siège est Moorhead.

## Lieux notables
- District historique de Buffalo River State Park WPA/Rustic Style Historic Resources